# Agnoeta
Los agnoetas eran seguidores de una secta monofisita, surgida en el siglo VI, que debe su origen al diácono Temistio de Alejandría. 

## Enseñanzas de los agnoetas
Los agnoetas enseñaban que Cristo ignoraba el día y la hora del Juicio final. Su doctrina se apoyaba en textos bíblicos:

En cuanto a ese día o a esa hora, nadie la conoce ni los ángeles del cielo, ni el Hijo, sino sólo el Padre.
Mc 13, 22 y Mt 24, 36

## Opinión de los santos padres
Los santos padres rechazaron el agnoetismo, declarando que el alma humana de Cristo estaba libre de ignorancia y error, condenando como herética la doctrina de los agnoetas.
San Agustín de Hipona expuso:

No entraba dentro de su misión de Maestro que conociéramos por mediación suya (el día del juicio)
Enarr. In Ps. 36, serm. I, I

San Gregorio Magno indicó:

Cristo conoció el día del juicio en su naturaleza divina por su íntima unión con el Logos, mas no tuvo este conocimiento por su naturaleza humana.
Denzinger 248